# Lingue dardiche

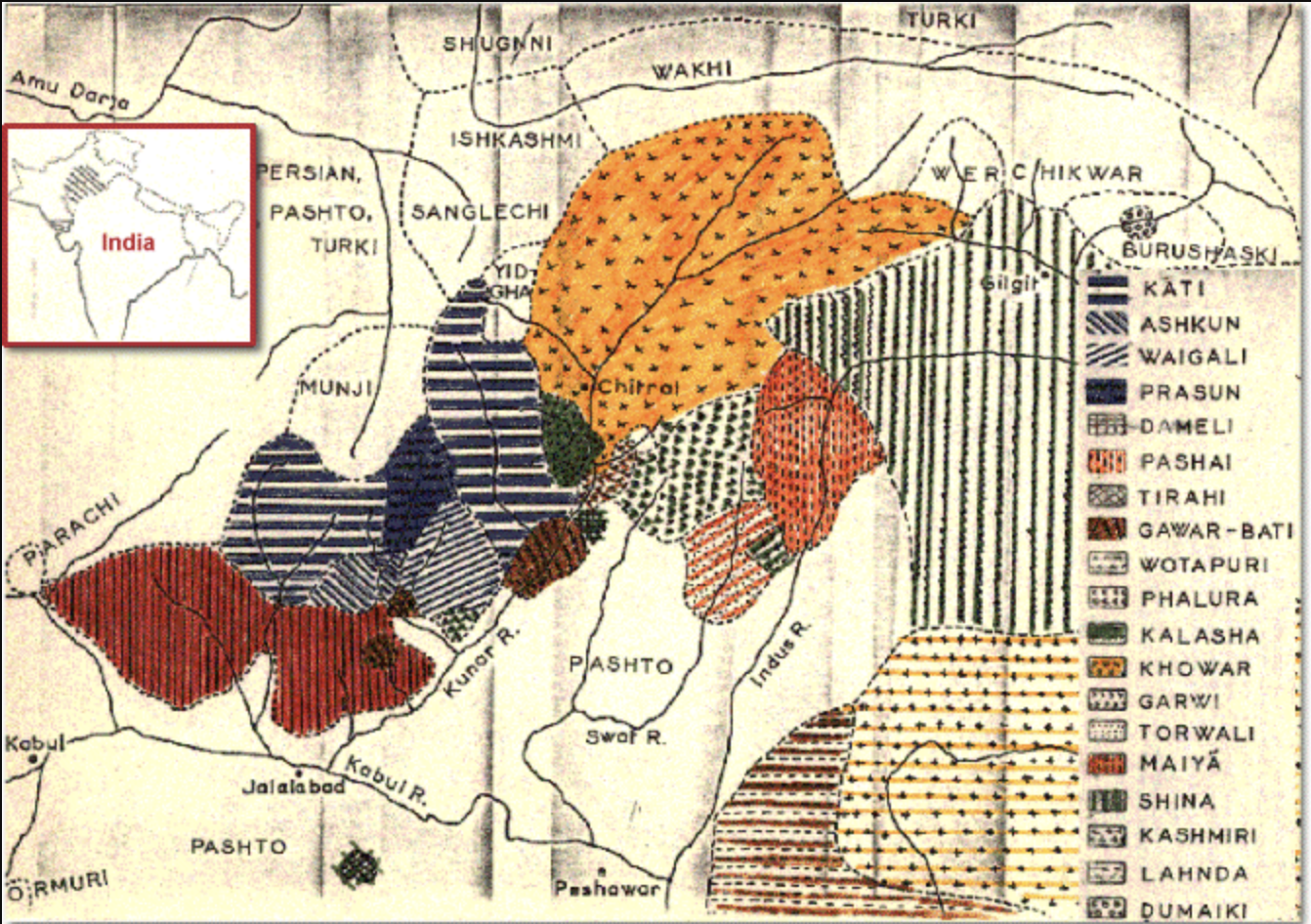

Le lingue dardiche sono lingue della zona nord-occidentale delle lingue indoarie parlate in Asia meridionale.

## Distribuzione geografica
Secondo l'edizione 2009 di Ethnologue, le lingue dardiche sono parlate da circa 6,9 milioni di persone stanziate tra Afghanistan, India e Pakistan.  Delle lingue dardiche, di gran lunga la più importante è la lingua kashmiri, parlata da circa 5 milioni e mezzo di persone.  Altre lingue con un significativo numero di parlanti sono la lingua shina (500.000 parlanti), la lingua khowar o chitrali (300.000 parlanti), la lingua indo-kohistani (220.000 parlanti), le lingue pashai (110.000 parlanti).
La lingua wotapuri-katarqalai è considerata estinta.

## Classificazione
Secondo Ethnologue le lingue dardiche comprendono i seguenti idiomi:
- Lingue di Chitral
  - Lingua kalasha [kls]
  - Lingua khowar [khw]
- Lingua kashmiri [kas]
- Lingue kohistane[1]
  - Lingua bateri [btv]
  - Lingua chilisso [clh]
  - Lingua gowro [gwf]
  - Lingua kalami [gwc] o kalam kohistani[1]
  - Lingua kalkoti [xka]
  - Lingua indo-kohistani [mvy]
  - Lingua tirahi [tra]
  - Lingua torwali [trw]
  - Lingua wotapuri-katarqalai [wsv] (estinta)
- Lingue kunar
  - Lingue pashai[1]
    - Lingua pashai nord-orientale [aee]
    - Lingua pashai nord-occidentale [glh]
    - Lingua pashai sud-orientale [psi]
    - Lingua pashai sud-occidentale [psh]

  - Lingua dameli [dml]
  - Lingua gawar-bati [gwt]
  - Lingua grangali [nli]
  - Lingua shumashti [sts]
  - Lingue shina
    - Lingua brokskat [bkk]
    - Lingua kohistani shina [plk]
    - Lingua phalura [phl] o palula[1]
    - Lingua savi [sdg]
    - Lingua shina [scl]
    - Lingua ushojo [ush]